# أليس سفينسون
أليس سفينسون (بالسويدية: Alice Svensson)‏ هي مغنية سويدية، ولدت في 11 يونيو 1991 في هانوي في فيتنام.

## وصلات خارجية
- أليس سفينسون على موقع IMDb (الإنجليزية)
- أليس سفينسون على موقع ميوزك برينز (الإنجليزية)
- أليس سفينسون على موقع أول ميوزيك (الإنجليزية)
- أليس سفينسون على موقع ديسكوغز (الإنجليزية)